# Spitsbergen
Spitsbergen je najveći i jedini trajno naseljeni otok Svalbardskog otočja u sjevernoj Norveškoj. Predstavlja najzapadniji dio arhipelaga, granica je s Arktičkim oceanom, Norveškim morem i Greenlandskim morem. Spitsbergen obuhvaća površinu od 37.673 km², što ga čini najvećim otokom u Norveškoj i 36. najvećim na svijetu. Administrativni centar, najveće naselje je Longyearbyen. Ostala naselja, pored istraživačkih postaja su ruska rudarska zajednica Barentsburg, istraživačko naselje Ny-Ålesund, i rudarska postaja Sveagruva.
Otok je prvi put korišten kao baza kitolovaca u 17. i 18. stoljeću, nakon čega je bio napušten. Rudarstvo ugljena započelo je krajem 19. stoljeća i uspostavljeno je nekoliko stalnih zajednica. Svalbardski sporazum iz 1920. godine priznaje norveški suverenitet i uspostavio Svalbard kao slobodnu ekonomsku i demilitariziranu zonu.
Nijedna cesta ne povezuje naselja; umjesto toga, zrakoplov i brodovi služe kao lokalni prijevoz. Svalbard Airport, Longyear pruža glavnu točku ulaska i izlaska.
Flora koristi dugotrajno ponoćno sunce, što nadoknađuje polarnu noć. Svalbard je teren za razmnožavanje mnogih morskih ptica i također podržava polarne medvjede, sobove i morske sisavce. Šest nacionalnih parkova štiti uglavnom netaknutu, ali lomljivu okolinu. Otok ima mnogo ledenjaka, planina i fjordova. 

## Etimologija
Spitsbergen je 1596. godine nazvao njegov otkrivač, nizozemski istraživač Willem Barentsz. Naziv Spitsbergen, što znači „šiljaste planine“ (od nizozemskog spits - šiljasto, bergen - planine), isprva je primijenjeno na cijeli arhipelag. Primjena tog imena na cijeli arhipelag je bila korištena sve do 20-ih godina 20. stoljeća. U 17. i 18. stoljeću engleski kitolovci su prozvali otoke "Grenlandom", ali takvo ime je nestalo do kraja 18. stoljeća.
Godine 1906., arktički istraživač Sir Martin Conway smatrao je da je spitzbergenski pravopis netočan, preferirajući Spitsbergen, jer je napomenuo da je ime nizozemsko, a ne njemačko. Međunarodni ugovor iz 1920. g. zvan "Spitsbergenski ugovor", je presudio da se otok (tada otočje) zove Spitsbergen. Otoci su se u SAD-u uglavnom zvali Spitsbergen, iako je naziv Spitzbergen idalje korišten tokom 20. st.
Pod norveškim upravljanjem, arhipelag je 1925. godine dobio ime Svalbard, a glavni otok postao je Spitsbergen. Krajem 20. st. ovo je korištenje postalo uobičajeno.

## Povijest
Prvi zapisi u kojima se navodi ovaj otok potječu od nizozemskog istraživača Willema Barentsza, do kojeg je došao tražeći sjevernomorsku rutu, 1596.g. Prva dobra mapa otoka je napravljena 1623. od strane Willema Janszoona Blaeua.
Arhipelag je poznat ruskim lovcima od 14. ili 15. st. ali nema čvrstih dokaza.

### Kome je prvo pripadao?
Vrlo brzo nakon početka kitolovstva Dansko-Norveška kruna proglašava Jan Mayen i Spitsbergensko otočje svojim teritorijem 1616., što je i Engleska učinila. Engelska se usredotočila na Spitsbergen početkom 17. stoljeća, a Kraljevska povelja iz 1613. g. iz engleske krune dodijelila je monopol nad kitolovom u Spitsbergenu, temeljen na (pogrešnoj) tvrdnji da je Hugh Willoughby otkrio zemlju 1553. godine. Ne samo da su pogrešno pretpostavili da je englesko putovanje iz 1553. godine stiglo na to područje, već je 27. lipnja 1607., tijekom svog prvog putovanja u potrazi za "sjeveroistočnim prolazom" u ime tvrtke, Henry Hudson vidio "Newland" (tj. Spitsbergen), blizu ušća velikog zaljeva Hudson (Kanada) kasnije nazvan Veliki Indraught (Isfjorden). Na ovaj su se način Englezi nadali da će spriječiti širenje u regiji od strane Nizozemaca, u to vrijeme njihovog velikog suparnika. U početku su Englezi pokušavali protjerati konkurente, ali nakon sporova s Nizozemcima (1613–24), oni su u većini slučajeva zahtijevali samo uvale južno od Kongsfjorden-a.

### Danska osvajanja
Od 1617.g. nadalje, danska unajmljena tvrtka počela je slati flote kitova u Spitsbergen. Ovo uspješno širenje Danske na sjeverni Atlantik povjesničari su nedavno naveli kao prvi korak dansko-norveške države u prekomorski kolonijalizam. Na kraju je izgrađeno malo prekomorsko carstvo trgovačkih postaja Istočne Indije, posjeda Sjevernog Atlantika (poput Grenlanda i Islanda) i malog atlantskog trgovačkog puta između posjeda na Gvinejskoj obali i onoga što su sada Djevičanski otoci Sjedinjenih Država. Čitav arhipelag Svalbard, kojim su prvo nominalno vladali Danska-Norveška, a kasnije Norvežani (kao Unija između Švedske i Norveške od 1814. do 1905., neovisna Norveška od 1905), ostao je izvor bogatstva za ribolov i kitolov plovila mnogih nacija. Otoci su također postali polazna točka za brojne arktičke istraživače.

### Spitsbergenski ugovor
Također poznat pod imenom Svalbardski ugovor. Između 1913. i 1920., Spitsbergen je bio neutralan prostor. Ugovorom o Spitsbergenu od 9. veljače 1920. priznaje se potpuni i apsolutni suverenitet Norveške nad svim arktičkim arhipelagom Svalbarda. Ostvarivanje suvereniteta, međutim, podliježe određenim odredbama, a ne primjenjuju se svi norveški zakoni. Izvorno ograničen na devet država potpisnica, preko 40 je sada potpisnica sporazuma. Građani bilo koje zemlje potpisnice mogu se naseljavati u arhipelagu. Arhipelag Svalbard postao je dio Norveške Zakonom o Svalbardu iz 1925. Od ovog datuma bila je regija Norveške, s guvernerom imenovanim od Norveške. administrativno središte Longyearbyena. Ograničenja uvođenja određenih norveških zakona navedena su u Spitsbergenskom ugovoru.

## Reljef
Reljef Spitsbegena se po ničemu značajnom ne razlikuje od ostatka Norveške. Brojni fjordovi, strme obale i poprilično nepristupačna unutrašnjost su glavne prepreke prometu. Planine okrenute prema zapadu su djelo Kaledonske orogeneze što ga svrstava u stara područja Europe.

## Vlada
Svalbardskim ugovorom iz 1920. uspostavljen je potpuni norveški suverenitet nad Svalbardom. Svih 40 zemalja potpisnica ugovora imaju pravo na komercijalne aktivnosti na arhipelagu bez diskriminacije, iako su sve aktivnosti podložne norveškom zakonodavstvu. Sporazum ograničava pravo Norveške na prikupljanje poreza na financiranje usluga na Svalbardu. Spitsbergen je demilitarizirana zona jer sporazumom zabranjuje osnivanje vojnih postrojenja. Sporazum zahtijeva da Norveška zaštiti prirodni okoliš. Otokom upravlja guverner Svalbarda, koji je odgovoran kao guverner županije i šef policije, kao i ovlasti date od izvršne vlasti. Iako je Norveška dio Europskog gospodarskog prostora (EEA) i Schengenskog sporazuma, Svalbard nije dio Schengenskog prostora niti EEA.
Stanovnicima Spitsbergena ne trebaju vize za Schengen, ali zabranjeno im je dolazak do Svalbarda iz kontinentalne Norveške bez njih. Ljudi bez sredstava za dohodak guverner može odbiti kao stanovnike. Građani bilo koje zemlje potpisnice ugovora mogu posjetiti otok bez vize. Rusija zadržava konzulat u Barentsburgu.

## Populacija
2009. godine Spitsbergen je imao 2.753 stanovnika, od čega su 423 bili ruskog i ukrajinskog porijekla, a 322 su bile ostali ne-Norvežani koji su živjeli u norveškim naseljima. Najveće ne-norveške grupe u Longyearbyenu u 2005. bile su iz Tajlanda, Švedske, Danske, Rusije i Njemačke. Spitsbergen spada među najsigurnija mjesta na Zemlji, bez ikakvog kriminala.
Longyearbyen je najveće naselje na otoku, sjedište guvernera i jedini uključeni grad. Sadrži bolnicu, osnovnu i srednju školu, sveučilište, sportski centar s bazenom, knjižnicom, kulturnim centrom, kinom, autobusni prijevoz, hotele, banku, i nekoliko muzeja. Novine Svalbardposten izlaze tjedno. Na Longyearbyenu ostaje samo mali dio rudarske aktivnosti; umjesto toga, radnici putuju u Sveagruva (ili Svea) gdje dućan Norske upravlja rudnikom. Sveagruva je spavački grad, a radnici svakodnevno putuju iz Longyearbyena.
Od 2002. godine Vijeće zajednice Longyearbyen imalo je iste odgovornosti općine, uključujući komunalne usluge, obrazovanje, kulturne objekte, vatrogasne postrojbe, ceste i luke. Usluge skrbi i njege nisu dostupne, niti su na raspolaganju usluge socijalne skrbi. Stanovnici Norveške zadržavaju mirovinska i zdravstvena prava kroz svoje kopnene općine. Bolnica je dio Sveučilišne bolnice sjeverne Norveške, dok zračnu luku upravlja državni Avinor. Ny-Ålesund i Barentsburg su gradovi tvrtke sa svom infrastrukturom u vlasništvu Kings Bay-a i Arktikugola. Ostale javne službe s prisutnošću na Svalbardu su Norveška rudarska uprava, Norveški poljski institut, Norveška porezna uprava i Crkva u Norveškoj. Svalbard je podređen Okružnom sudu Nord-Troms i Apelacionom sudu Hålogaland, oba smještena u Tromsøu.
Ny-Ålesund je trajno naselje koje se u potpunosti temelji na istraživanjima, nekada rudarski grad. Iako u selu postoji neki turizam, norveške vlasti ograničavaju pristup postolju kako bi umanjile utjecaj na znanstveni rad. U Ny-Ålesundu zimi živi 35, a ljeti 180 stanovnika. Poljska upravlja poljskom polarnom stanicom u Hornsundu, s deset stalnih stanovnika.
Barentsburg je jedino preostalo rusko naselje, nakon što je Pyramiden napušten 1998. Tvornički grad, sve tvrtke su u vlasništvu Arktikugola, koji upravlja rudnikom ugljena. Pyramiden je građen isto; oba grada su izgrađene u tipičnom sovjetskom stilu.

## Ekonomija
Tri glavne industrije na Spitsbergenu su vađenje ugljena, turizam i istraživanje. U 2007. godini u rudarskom je sektoru radilo 484 osobe, u turističkom sektoru 211 ljudi, a u sektoru obrazovanja 111 ljudi. Iste godine je rudarstvo ostvarilo prihod od 2.008 milijuna norveških kruna, turizam 317 milijuna norveških kruna, a istraživanje 142 milijuna norveških kruna. U 2006. prosječni prihod za ekonomski aktivne ljude bio je 494.700 NOK - 23% veći nego na kopnu. Gotovo svi posjedi su u vlasništvu različitih poslodavaca i institucija, a iznajmljuju se njihovim zaposlenicima; postoji samo nekoliko kuća u privatnom vlasništvu, od kojih su većina rekreacijske kabine. Zbog toga je gotovo nemoguće živjeti na Spitsbergenu bez rada za etabliranu ustanovu.
Od preseljenja Spitsbergena početkom 20. stoljeća, vađenje ugljena bila je dominantna trgovačka aktivnost. Trgovina Norske, podružnica norveškog Ministarstva trgovine i industrije, upravlja Svea Nordom u Sveagruvi i Rudnikom 7 u Longyearbyenu. Prva je proizvela 3,4 milijuna tona u 2008, dok druga šalje 35% svoje proizvodnje u elektranu Longyearbyen. Od 2007. godine nije bilo značajnog miniranja ruskog državnog Arktikugola u Barentsburgu. Prethodno je bilo neko probno bušenje nafte na kopnu, ali to nije dalo dovoljno rezultata da opravda stalni rad. Norveške vlasti ne dopuštaju aktivnosti kopna nafte na moru iz ekoloških razloga, a zemlja, na kojoj je prethodno testirano, zaštićena je kao prirodni rezervati ili nacionalni parkovi.
Spitsbergen je povijesno bio baza i za kitolov i za ribolov. Norveška je zatražila 20000 nautičkih milja (370 km; 230 mi) ekskluzivne gospodarske zone (EEZ) oko Svalbarda 1977, Norveška zadržava restriktivnu ribarstvenu politiku u zoni, a tvrdnje osporava Rusija. Turizam je usmjeren na okoliš i usredotočen je na Longyearbyen. Aktivnosti uključuju planinarenje, vožnja kajakom, šetnje pećinama ledenjaka, skutera za snijeg i safari za pse. Brodovi za krstarenje stvaraju značajan dio prometa, uključujući zaustavljanja oba offshore plovila i ekspedicijska krstarenja koja počinju i završavaju u Svalbardu. Promet je snažno koncentriran između ožujka i kolovoza; noćenja u četvrtom su sestru uvećala od 1991. do 2008., kada je bilo 93.000 noćenja gostiju.
Istraživanje središta Svalbarda je na Longyearbyenu i Ny-Ålesundu, najpristupačnijim područjima na visokom Arktiku. Norveška daje dozvolu bilo kojoj državi da provede istraživanja na Svalbardu, što rezultira poljskom polarnom stanicom, indijskom stanicom Himadri i kineskom stanicom Arktička žuta rijeka, te ruskim postrojenjima u Barentsburgu. Sveučilišni centar u Svalbardu u Longyearbyenu nudi studentima dodiplomski, diplomski i postdiplomski studij za 350 studenata različitih arktičkih znanosti, posebno biologije, geologije i geofizike. Pružaju se tečajevi za dopunu studija na matičnim sveučilištima; ne postoje školarine, a tečajevi se održavaju na engleskom jeziku, a norveški i inozemni studenti su podjednako zastupljeni. Svalbard Global Seed Vault je spremište svih vrsta biljaka na svijetu u slučaju njihovog izumiranja. Suradnjom između norveške vlade, trezor je urezan u stijenu u blizini Longyearbyena, održavajući ga na prirodnoj temperaturi od -6 ° C (21 ° F) i hlađenje sjemena na -18 ° C (0 ° F) ). Svalbardski podmorski kablovski sustav je optička linija dužine 1440 km (890 milja) od vlaka od Svalbarda do Harstada, potrebna za komunikaciju s polarnim orbitirajućim satelitom preko satelitske stanice Svalbard i instalacija u Ny-Ålesundu.

## Promet
Unutar Longyearbyena, Barentsburga i Ny-Ålesunda postoje cestovni sustavi, ali oni se ne povezuju. Terenski motorni prijevoz zabranjen je na golom terenu, ali se motorne sanjke intenzivno koriste tijekom zime - i za komercijalne i rekreacijske aktivnosti. Prijevoz iz Longyearbyena u Barentsburg (45 km ili 28 milja) i Pyramiden (100 km ili 62 milje) moguć je motornim sanjkama tijekom zime ili brodom tijekom cijele godine. Sva naselja imaju luke, a Longyearbyen ima autobusni sustav.
Zračna luka Svalbard, Longyear, udaljena 3 kilometra od Longyearbyena, jedina je zračna luka koja nudi zračni prijevoz za otok. Scandinavian Airlines ima dnevne redovite letove za Tromsø i Oslo; postoje i neregularne charter usluge u Rusiju. Lufttransport pruža redovne korporativne usluge najma od Longyearbyena do zračne luke Ny-Ålesund i zračne luke Svea za Kings Bay i trgovinu Norske; ti letovi općenito nisu dostupni javnosti. U Barentsburgu i Pyramidenu postoje heliporti.

## Klima
Otok ima arktičku klimu. Sjeveroatlantska morska struja mijenja Spitsbergensku temperaturu, posebno tokom zime, tako da Svalbardsko otočje ima do 20 °C (36 °F) topliju zimi temperature od Rusije i Kanade koje su na sličnoj geografskoj širini. Ovo omogućuje putuvanje oko otoka kroz skoro cijelu godinu. Unutrašnjost fjordova, zaklonjena planinama, ima niže temperature negu obala. Na jugu Spitsbergena, temperatura je malo viša od krajnjeg sjevera i zapada. Tokom zime, temperaturna razlika između juga i sjevera je tipično 5 °C (9 °F), dok oko 3 °C (5 °F) ljeti. Padaline su česte, ali padaju u malim količinama, obično manje od 400 milimetara godišnje u zapadnom Spitsbergenu. Više kiše padne na nenaseljenu istočnu stranu, gdje godišnje može biti više od 1,000 milimetara.
Spitsbergen je novije vrijeme jako pogođen klimatskim promjenama te prema istraživanjima Longyearbyen je grad s najvećim klimatskim promjenama u zadnje vrijeme.

## Priroda
Na otoku naseljavaju samo tri kopnene vrste sisavaca: arktička lisica, Svalbardov gmaz i slučajno uvedena južna voluharica, koja se nalazi samo u Grumantu.  Pokušaji uvođenja arktičkog zeca i mošusa nisu uspjeli. Postoji petnaest do dvadeset vrsta morskih sisavaca: uključujući kitove, delfine, tuljane, morževe i polarne medvjede.
Polarni medvjedi su ikonski simbol Spitsbergena i jedna od glavnih turističkih atrakcija. Iako su zaštićene, osobe koje idu izvan naselja moraju nositi pušku da ubiju polarne medvjede u samoobrani. Svalbardski jelen (R. tarandus platyrhynchus) izrazita je podvrsta. Iako je prethodno gotovo izumro, dozvoljen je lov i na njega i na arktičku lisicu.
Na Spitsbergenu se nalazi 30-ak vrsta ptica, od kojih je većina selidbena. Barentsovo more jedno je od područja na svijetu s najviše morskih ptica, a oko 20 milijuna ih se prebrojava tijekom ljeta.  Šesnaest vrsta nalazi se na IUCN-ovom Crvenom popisu. Posebno su Storfjorden i Nordvest-Spitsbergen važna uzgajališta morskih ptica.
Ostaci Predatora X iz jurskog razdoblja otkriveni su 2008. To je najveći morski gmizavac iz doba dinosaura koji je ikada pronađen. Svalbard ima permafrost i tundru, s niskom, srednjom i visokom arktičkom vegetacijom. Na arhipelagu je pronađeno 165 vrsta biljaka. Vegetacija imaju samo ona područja koja odmrzavaju ljeti. Vegetacija je najzastupljenija u zemlji Nordenskiöld, oko Isfjordena (u tom fjordu je Longyearbyen). Iako ima malo oborina, što otoku daje stepsku klimu, biljke i dalje imaju dobar pristup vodi jer hladna klima smanjuje isparavanje. Sezona rasta vrlo je kratka i može trajati samo nekoliko tjedana.
Postoji šest nacionalnih parkova na Spitsbergenu: Indre Wijdefjorden, Nordenskiöld Land, Nordre Isfjorden Land, Nordvest-Spitsbergen, Sassen-Bünsow Land i Sør-Spitsbergen. Na otoku se nalazi i zaštićeno područje geotopa Festningen; dio sjeveroistočne obale je dio su prirodnog rezervata Nordaust-Svalbard. Svi ljudski tragovi koji potječu od prije 1946. automatski su zaštićeni. Svalbard se nalazi na norveškoj probnoj listi za imenovanje UNESCO-ove Svjetske baštine.

## Vanjske poveznice
- Stranice svalbardskog guvernera  Arhivirana inačica izvorne stranice od 22. prosinca 2005. (Wayback Machine)